# Huynh đệ song hành
Nan huynh nan đệ (tiếng Trung: 難兄難弟; Việt bính: naan4 hing1 naan4 dai6), tựa tiếng Anh là Old Time Buddy, là một bộ phim truyền hình hài kịch hoài cổ Hồng Kông do TVB sản xuất và phát hành năm 1997. Tại Việt Nam, phim được phát hành với tựa đề Huynh đệ song hành.
Huynh đệ song hành lấy bối cảnh chủ yếu vào thập niên 1960, với cốt truyện kể về hai diễn viên trẻ đang gặp khó khăn nhưng cuối cùng lại trở thành thần tượng điện ảnh mang tính biểu tượng của Hồng Kông. Phim có sự tham gia của Ngô Trấn Vũ, La Gia Lương, Tuyên Huyên và Trương Khả Di, lần lượt thể hiện các nhân vật dựa trên thần tượng màn ảnh Tạ Hiền, Lữ Kỳ, Tiêu Phương Phương và Trần Bảo Châu.
Chương trình được phát sóng đầu tiên trên kênh TVB Jade của Hồng Kông từ ngày 23 tháng 6 đến ngày 26 tháng 7 năm 1997 từ thứ Hai đến thứ Sáu hàng tuần trong khung giờ 7:30 tối đến 8:30 tối với tổng cộng 25 tập.
Bộ phim này là một trong ba bộ phim chứng kiến sự bàn giao Hồng Kông cho Trung Quốc, hai bộ phim còn lại là A Kindred Spirit và Deadly Protection.

## Tóm tắt
Vào thời điểm năm 1997, nam diễn viên huyền thoại Hồng Kông Tạ Nguyên (Ngô Trấn Vũ) sẽ nhận được giải thưởng thành tựu. Trong một cuộc phỏng vấn phát sóng trực tiếp, ông đã gọi người bạn cũ Lý Kỳ (La Gia Lương) đến phim trường vào tối hôm đó để chia sẻ giải thưởng với mình. Lý Kỳ tình cờ đi ngang qua một cửa hàng điện tử và xem cuộc phỏng vấn của Tạ Nguyên.
Năm 1964, Tạ Nguyên khi đấy vẫn còn là một chàng trai trẻ không có tham vọng, sống trong căn nhà cho thuê, nơi có nhiều gia đình cùng sống. Mỗi ngày trước khi làm việc, anh đều theo dõi A Trân, cô gái bán trà thảo mộc mà anh đã yêu từ lâu. Về công việc, Tạ Nguyên là một bồi bàn kém cỏi, người chỉ có thể giữ được công việc của mình vì cô con gái béo mập của ông chủ thích anh ta. Cô quấy rối anh hàng ngày, làm cho Tạ Nguyên thường xuyên phải trèo qua cửa sổ và xuống lối thoát hiểm để tan làm mỗi ngày. Một ngày nọ, anh nhìn thấy một chàng trai trẻ ở gần bến tàu mà anh nghĩ là sắp tự tử, muốn cứu anh ta nên cả hai đã rơi xuống nước. Người đó thực ra chỉ là nhặt được một tấm vé đua ngựa và hóa ra lại là bạn học cũ của anh, Lý Kỳ.
Lý Kỳ là một chàng trai thông minh, không thích lao động nặng nhọc và có trái tim nhân hậu. Vì lòng tốt của mình, anh ấy đã nhường cơ hội việc làm cho một người có hoàn cảnh khó khăn hơn. Tình trạng thất nghiệp khiến anh bị đuổi khỏi căn phòng đang thuê trọ. Tuy nhiên, may mắn đã đứng về phía anh khi cùng ngày hôm đó anh gặp lại người bạn cũ Tạ Nguyên và được Tạ Nguyên đưa về ở tạm trong căn phòng trọ của mình. Chẳng bao lâu, Tạ Nguyên bắt đầu hối hận vì gặp lại Lý Kỳ vì anh cho rằng Lý Kỳ đang cố tán tỉnh A Trân và sau khi làm theo lời khuyên của Lý Kỳ từ chối thẳng thừng tình cảm cô con gái béo của ông chủ, anh đã bị sa thải. Tuy nhiên, sau khi Lý Kỳ giúp cho anh sắp xếp một cuộc hẹn hò với A Trân, anh rất vui.
Trong khi tìm việc, Lý Kỳ gặp một người đàn ông nói với anh rằng anh ta là một người tìm kiếm tài năng và nếu trả cho anh ta 10 đô la Hồng Kông, anh ta sẽ biến anh thành một ngôi sao điện ảnh. Sau khi đưa tiền cho người tìm kiếm tài năng, người đàn ông biến mất, vài ngày sau anh gặp lại người đàn ông không nhớ ra Lý Kỳ và lại nói với anh điều tương tự. Lý Kỳ đuổi theo người đàn ông này về nhà và phát hiện ra kẻ lừa đảo cũng là người thuê nhà trong căn họ mà gia đình Tạ Nguyên đang sống. Kẻ lừa đảo hóa ra có mối liên hệ thực sự với hãng phim và đành phải nhận lời thu xếp công việc cho Lý Kỳ và Tạ Nguyên tham gia những vai diễn quần chúng khi anh ta không thể trả lại số tiền 10 đô la mà anh ta đã lừa đảo.
Tại trường quay, cả hai gặp thần tượng nổi tiếng Trình Bảo Châu (Trương Khả Di) và Thiệu Phương Phương (Tuyên Huyên). Lý Kỳ và Tạ Nguyên đều không có ấn tượng tốt về họ vì Tạ Nguyên cho rằng Phương Phương là một ngôi sao điện ảnh hư hỏng, trong khi Lý Kỳ lại cho rằng Bảo Châu là một cô nàng ngốc nghếch luôn mang lại xui xẻo cho anh mỗi khi cô ở gần anh. Ngày đầu tiên làm việc tại phim trường của họ thật là thảm họa. Do thiếu kinh nghiệm làm diễn viên nên họ đã vô tình phá hủy phim trường và buộc phải làm việc tại trường quay cho đến khi bồi thường xong thiệt hại.
Khi mối quan hệ của Tạ Nguyên và A Trân bắt đầu trở nên nghiêm túc, cha cô phát hiện ra và cấm họ gặp lại nhau. Để kết hôn với A Trân, Tạ Nguyên bắt đầu làm việc chăm chỉ, làm nhiều công việc, ban ngày ở phim trường và ban đêm ở quán ăn để có thể tiết kiệm tiền cưới A Trân. Đột nhiên vì món nợ cờ bạc của cha A Trân, cô bị bán đi làm sang Malaysia, khiến Tạ Nguyên rất đau lòng. Cảm xúc đau lòng của Tạ Nguyên đã ảnh hưởng đến diễn xuất, vô tình được đạo diễn phát hiện và giúp cho anh bắt đầu nhận được các vai chính, đưa anh ấy trở thành một ngôi sao điện ảnh. Trong khi chiếu tinh của Tạ Nguyên đang lên thì Lý Kỳ lại đang bế tắc trong sự nghiệp điện ảnh do phải chọn lọc các vai diễn của mình. 

## Dàn diễn viên

### Dàn diễn viên chính
- La Gia Lương vai Lý Kỳ (李奇) - dựa trên Lữ Kỳ (呂奇)

Bạn thân nhất và là bạn học cũ của Tạ Nguyên. Lý Kỳ là một thanh niên thất nghiệp, thích ăn bám người khác. Vô gia cư và thất nghiệp, anh chuyển đến và sống cùng gia đình Tạ Nguyên. Cuộc gặp gỡ tình cờ với kẻ lừa đảo Phùng Nhân Côn lại giúp anh có một công việc làm diễn viên quần chúng trong các bộ phim. Nhờ ngoại hình, Lý Kỳ dần được mời đóng những vai lớn hơn, nhưng danh tiếng ngôi sao của anh lại rơi vào bế tắc khi anh trở nên chọn lọc hơn trong các vai diễn của mình. Anh ấy rõ ràng phải lòng nữ diễn viên trẻ Thiệu Phương Phương, và ban đầu không thích Trình Bảo Châu, vì anh ấy thường gặp phải xui xẻo mỗi khi cô ấy ở gần. Tuy nhiên, sau khi nhìn thấy lòng tốt và sự ngây thơ của cô, anh đã thay đổi quan điểm về cô và họ ngày càng thân thiết hơn.
- Ngô Trấn Vũ vai Tạ Nguyên (謝源) - dựa trên Tạ Hiền (謝賢)

Một chàng trai tốt bụng, có đầu óc đơn giản, có ít tham vọng trong cuộc sống ngoại trừ việc kết hôn với tình yêu đích thực duy nhất của mình, A Trân. Anh bị sa thải khỏi nhà hàng sau khi từ chối tình cảm con gái của ông chủ. Khi người bạn thân nhất, Lý Kỳ, được mời đóng vai phụ trong một bộ phim, Tạ Nguyên cũng đi theo. Cuộc gặp gỡ may mắn với một đạo diễn nổi tiếng đã giúp Tạ Nguyên được chọn vào vai chính đầu tiên trong một bộ phim điện ảnh lớn, đóng chung với nữ diên viên Thiệu Phương Phương nổi tiếng. Tạ Nguyên vốn là một diễn viên tồi, nhưng với lời khuyên từ Phương Phương, anh đã vượt qua được vai chính đầu tiên.
- Tuyên Huyên vai Thiệu Phương Phương (邵芳芳) - dựa trên Tiêu Phương Phương (蕭芳芳)

Là một cô gái trẻ độc lập, thích đọc sách, cô cũng là một thần tượng màn ảnh nhưng ngoài công việc, cô che giấu thân phận ngôi sao điện ảnh của mình và giúp đỡ người cậu bán quán ăn lê đường. Với thân phận một cô gái bình thường, cô thích Tạ Nguyên, nhưng sau một lần hiểu lầm, cô bắt đầu ghét anh và thường xuyên chơi khăm anh trên cả hai thân phận của mình. Nhưng sau khi nhận ra sự tận tâm của anh dành cho bạn gái, cô bắt đầu kết bạn với anh và cuối cùng phải lòng anh.
- Trương Khả Di vai Trình Bảo Châu (程寶珠) - dựa trên Trần Bảo Châu (陳寶珠)

Thần tượng nổi tiếng của màn ảnh Hồng Kông. Cô ấy ngây thơ và thậm chí khờ khạo do được mẹ bảo vệ quá mức. Cô ấy rất thích sôcôla và đồ ăn vặt vì chế độ ăn kiêng nghiêm ngặt mà mẹ cô ấy áp đặt cho cô ấy. Cô nảy sinh tình cảm với Tạ Nguyên, nhưng trái tim cô tan nát sau khi phát hiện ra mối quan hệ của Tạ Nguyên và Thiệu Phương Phương. Vì điều này, cô và Lý Kỳ trở thành những người bạn không ngờ tới và họ trở thành tri kỷ.

### Gia đình Tạ Nguyên
- Lưu Giang vai Tạ Tín (謝信)

Cha của Tạ Nguyên. Ông là một người đàn ông chính trực, luôn truyền cho con trai mình sự chính trực.
- Bạch Nhân vai Trần Đái Kim (陳帶金)

Người mẹ tốt bụng của Tạ Nguyên.
- Hoàng Kỳ Oánh vai Tạ Phi Yến (謝飛燕)

Em gái của Tạ Nguyên. Cô làm việc tại một nhà máy. Một người bạn trong phim trường của Tạ Nguyên là Kiều Phong thích cô nhưng cô lại thích Lý Kỳ.

### Những người sống cùng nhà trọ với gia đình Tạ Nguyên
- Lương Vịnh Lâm vai Lương Ngọc Hoa 梁玉嬅 - dựa trên Địch Na (狄娜)

Một nữ tiếp viên kiêm gái mại dâm ở hộp đêm, về sau này trở thành nữ diễn viên phim khiêu dâm tên là Địch Hoa (狄嬅).
- Lê Bỉ Đắc vai Phùng Nhân Côn (馮仁昆)

Một kẻ lừa đảo có mối liên hệ với ngành công nghiệp điện ảnh. Sau khi lừa Lý Kỳ, anh ta buộc phải kiếm cho Lý Kỳ một công việc đóng vai phụ khi phát hiện ra họ sống trong cùng một căn nhà trọ.
- Tiêu Hùng vai Đại Chích Quảng (大隻廣)

Một người bán hàng rong vỉa hè cùng vợ. Chồng của Trành Kê Anh.
- Dư Mộ Liên vai Trành Kê Anh (倀雞英)

Vợ của Đại Chích Quảng.
- Tạ Văn Hiên trong vai Tế lộ Tường (細路祥)

Một cậu bé trước tuổi vị thành niên thuê phần trên của chiếc giường tầng ở nhà Tạ Nguyên, làm nghề đánh giày.

### Nhà họ Tăng
- Lương Bảo Trinh vai Tăng Phụng Kiều (曾鳳嬌)

Mẹ của Thiệu Phương Phương và cũng là quản lý của cô.
- Tần Hoàng vai Tăng Tiểu Đông (曾小東)

Cậu của Thiệu Phương Phương và là chủ một quán ăn lề đường, thường được cô đến giúp đỡ khi cô không ở thân phận một ngôi sao điện ảnh.
- Liêu Lệ Lệ vai Chị Ngân (銀姐)

Người giúp việc nhà họ Tăng.

### Nhà họ Trình
- Sái Quốc Khánh vai Trình Sâm (程森)

Cha của Trình Bảo Châu, một người đàn ông hơi yếm thế trước vợ mình. Tuy vậy, ngược lại với vợ, ông là một người cha khá nuông chiều con gái.
- Phùng Tố Ba vai Lục Tường Vy (陸薔薇)

Mẹ của Trình Bảo Châu. Bà là một bà mẹ hống hách, áp đặt con gái mình vào một chế độ ăn kiêng nghiêm ngặt và kiểm soát mọi khía cạnh của cuộc sống của cô ấy.
- Trần Khởi Thái vai Trình Gia Kiệt (程家傑) - dựa trên Lưu Gia Kiệt (劉家傑)

Anh trai của Trình Bảo Châu.
- Trần Yên Hàng vai Chị Hảo (好姐)

Người giúp việc nhà họ Trình.

### Diễn viên và nhân viên của Hãng phim La Thị
- Lâm Hiểu Phong vai Kiều Phong (喬峰) - dựa trên Cao Phong (高烽)

Một chàng trai trẻ có học vấn, từng học Đại học Oxford, xuất thân từ một gia đình giàu có. Tuy nhiên, anh lại đặc biệt yêu thích phim ảnh vì vậy đã nhanh chóng kết bạn với Lý Kỳ và Tạ Nguyên, trở thành bộ ba chuyên đóng các vai quần chúng. Mỗi khi nhắc đến xuất thân đặc biệt của mình, mọi người đều cho rằng anh ấy bị ảo tưởng. Anh ấy thích Tạ Phi Yến, em gái của Tạ Nguyên nhưng cô ấy không thích anh ấy vì vẻ ngoài của anh ấy và cho rằng anh ấy đang nói dối về xuất thân giàu có của mình.
- Uyển Quỳnh Đan vai Nhậm Kiến Uy (任建威) - dựa trên Nhậm Kiếm Huy (任劍輝)

Một nữ diễn viên kinh kịch Quảng Đông chuyên đóng vai nam, bạn diễn và người sống chung nhà với Bạch Ngọc Tiên.
- Quách Thiếu Vân vai Bạch Ngọc Tiên (白玉仙) - dựa trên Bạch Tuyết Tiên (白雪仙)

Một nữ diễn viên kinh kịch Quảng Đông, bạn diễn và người sống chung nhà với Nhậm Kiến Uy. Cô và Kiến Uy thích chơi mạt chược với mẹ của Trình Bảo Châu và Thiệu Phương Phương.
- Lạc Đạt Hoa vai Từ Cơ (徐基) - dựa trên Mạch Cơ (麥基)

Một nam diễn viên lăng nhăng. Anh ta bị kích thích bởi sự ngây thơ và khờ khạo của Trình Bảo Châu và cố gắng lợi dụng cô.
- La Hạo Giai vai Ông chủ La (羅老闆)

Chủ xưởng phim.
- Tô Ân Từ vai Bà chủ La (羅太)

Vợ ông chủ xưởng phim.
- La Mãng vai Long Can (龍干) - dựa trên Long Cương (龍剛)

Một đạo diễn phim chỉ đạo vai chính đầu tiên của Tạ Nguyên.
- Lý Hồng Kiệt vai Đạo diễn Lý (李導演)

Đạo diễn đầu tiên thuê Tạ Nguyên và Lý Kỳ làm diễn viên phụ cho phim.
- Đới Diệu Minh vai Trợ lý đạo diễn (左源)

Trợ lý đạo diễn cho đạo diễn Lý.
- Lý Long Cơ vai Tào Phát Hoa (曹發華) - dựa trên Tào Đạt Hoa (曹達華)

Một đạo diễn phim kiêm diễn viên mê cờ bạc.
- Mã Tinh Nghi vai Vu Tú Thu (于秀秋) - dựa trên Vu Tố Thu (于素秋)

Một nữ diễn viên gạo cội, bạn diễn với Tào Phát Hoa. Chất giọng thoại Quảng Đông của cô khá kém, nên phải dùng đến người đọc thoại riêng cho mình.
- La Quốc Duy vai Lý Siêu (李超)

Chủ căng tin ở phim trường, chú của Lý Kỳ. Ông ta chỉ tử tế với những ngôi sao tên tuổi.

### Các diễn viên khác
- Đằng Lệ Danh vai Trần Ngọc Trân (陳玉珍)

Người yêu của Tạ Nguyên. Con gái của chủ quán trà thảo dược ở tầng dưới nhà Tạ Nguyên. Tạ Nguyên đã yêu cô từ lâu nhưng lại quá ngại ngùng để tiếp cận cô ấy. Cha cô là một người nghiện cờ bạc và thường ngược đãi cô. Khi cô và Tạ Nguyên bắt đầu hẹn hò, cha cô rất phản đối mối quan hệ của họ vì xuất thân nghèo khó của Tạ Nguyên. Ngay khi Tạ Nguyên đang làm việc chăm chỉ để tiết kiệm tiền cưới cô, cô và cha cô đã trốn khỏi Hồng Kông để trốn nợ cờ bạc. Sau đó cô kết hôn với một người khác đối xử tử tế với cô.
- Trịnh Gia Sinh vai Bảo một mắt (單眼保)

Cha  của A Trân và là chủ quán trà thảo mộc ở tầng dưới nhà Tạ Nguyên. Ông không chấp nhận việc con gái mình hẹn hò với Tạ Nguyên vì xuất thân nghèo khó. Vì nợ cờ bạc nặng nề, ông và con gái buộc phải trốn khỏi Hồng Kông.
- Bạch Gia Thiến vai Vương Lan Khanh (王蘭卿) - dựa trên Thẩm Điện Hà (沈殿霞) nhưng tên nhái theo diễn viên kinh kịch Quảng Đông Đàm Lan Khanh (譚蘭卿)

Cô con gái béo của chủ nhà hàng mà Tạ Nguyên làm việc ban đầu. Cô thích Tạ Nguyên và sử dụng quyền lực của mình với tư cách là con gái ông chủ của anh để lôi kéo anh đi hẹn hò với cô. Khi Tạ Nguyên thẳng thừng từ chối cô, anh bị đuổi khỏi nhà hàng.

## Tiếp nhận và phần tiếp theo
Huynh đệ song hành là một bộ phim truyền hình thành công về mặt xếp hạng, tạo ra phần tiếp theo Thần thám Lý Kỳ và truyền cảm hứng cho bộ phim chiếu rạp That Were the Days với sự tham gia của Trần Bách Tường, Thư Kỳ. Trương Khả Di được khen ngợi vì cô giống nữ diễn viên tiền bối Trần Bảo Châu một cách kỳ lạ. La Gia Lương cũng nhận được nhiều lời khen ngợi vì ấn tượng với Lữ Kỳ và giành được Giải thưởng thường niên TVB cho Nam diễn viên chính xuất sắc nhất.
Tại Việt Nam, cả 2 phần Huynh đệ song hành và Thần thám Lý Kỳ đều được đón nhận nhiệt liệt. Ca khúc chính của phim, Nan huynh nan đệ, phiên bản lời Việt có tên "Người cùng cảnh ngộ" do Nguyễn Ngọc Thiện viết lời, được 2 ca sĩ Lam Trường và Cẩm Ly song ca, giới thiệu trong album "Tình xuân 6" phát hành năm 1999, rất được giới hâm mộ đón nhận.

## Giải thưởng
| Năm  | Giải thưởng     | Thể loại                      | Đề cử                       | Kết quả   |
| ---- | --------------- | ----------------------------- | --------------------------- | --------- |
| 1997 | Giải thưởng TVB | Phim truyền hình hay nhất     | Huynh đệ song hành          | Đoạt giải |
| 1997 | Giải thưởng TVB | Nam diễn viên xuất sắc nhất   | La Gia Lương                | Đoạt giải |
| 1997 | Giải thưởng TVB | Nam diễn viên xuất sắc nhất   | Ngô Trấn Vũ                 | Đề cử     |
| 1997 | Giải thưởng TVB | Nữ diễn viên xuất sắc nhất    | Trương Khả Di               | Đề cử     |
| 1997 | Giải thưởng TVB | Nữ diễn viên xuất sắc nhất    | Tuyên Huyên                 | Đề cử     |
| 1997 | Giải thưởng TVB | Cặp đôi màn ảnh xuất sắc nhất | Ngô Trấn Vũ, Tuyên Huyên    | Đề cử     |
| 1997 | Giải thưởng TVB | Bộ đôi màn ảnh hài hước nhất  | La Gia Lương, Trương Khả Di | Đề cử     |